# Lepidophorum repandum
Lepidophorum repandum (L.) DC., conhecida pelo nome comum de macela-espatulada, é uma planta anual herbácea pertencente ao género Lepidophorum da família das Asteraceae (também conhecida por Compositae ou compostas), com distribuição geográfica alargada em pinhais e charnecas do oeste e noroeste da Península Ibérica.

## Descrição
Terófito, por vezes hemicriptófito, é uma planta de caule simples ou pouco ramoso, glabro, com folhas basilares com pecíolos curto, espatuladas (daí o nome comum) a oblongo-espatuladas, com margens serradas. A folhas caulinares são sésseis, oblongas a ovado-oblongas.
A planta está em floração de Abril a Agosto, com as flores agrupadas em capítulos pedunculados com brácteas interflorais aristadas e caducas. Nos capítulos, as flores marginais são maioritariamente femininas, com longas lígulas amarelas, formando uma "coroa" amarela tipo girassol. As flores da região central do disco do capítulo são hermafroditas.
O receptáculo frutífero é marcadamente convexo. Os frutos são pequenos aquénios cinzentos a negros, com papus curtos, sendo que os originados nas flores marginais têm coroa unilateral e os originados nas flores do disco são lisos.
A planta tem comportamento ruderal, preferindo habitats maioritariamente húmidos e ombrosos, com destaque para zonas baixas e abrigadas em pinhais e charnecas. Prefere solos leves e arenosos, ocorrendo em terrenos cultivados e incultos.
Com aroma forte, a planta é utilizada na confecção de tisanas para fins medicinais.